# Chiesa di San Marco (Primiero San Martino di Castrozza)
La chiesa di San Marco, o chiesa di San Marco Evangelista, è la parrocchiale di Transacqua, frazione di Primiero San Martino di Castrozza in Trentino. Appartiene alla zona pastorale Valsugana - Primiero dell'arcidiocesi di Trento e risale al XIV secolo.

## Storia

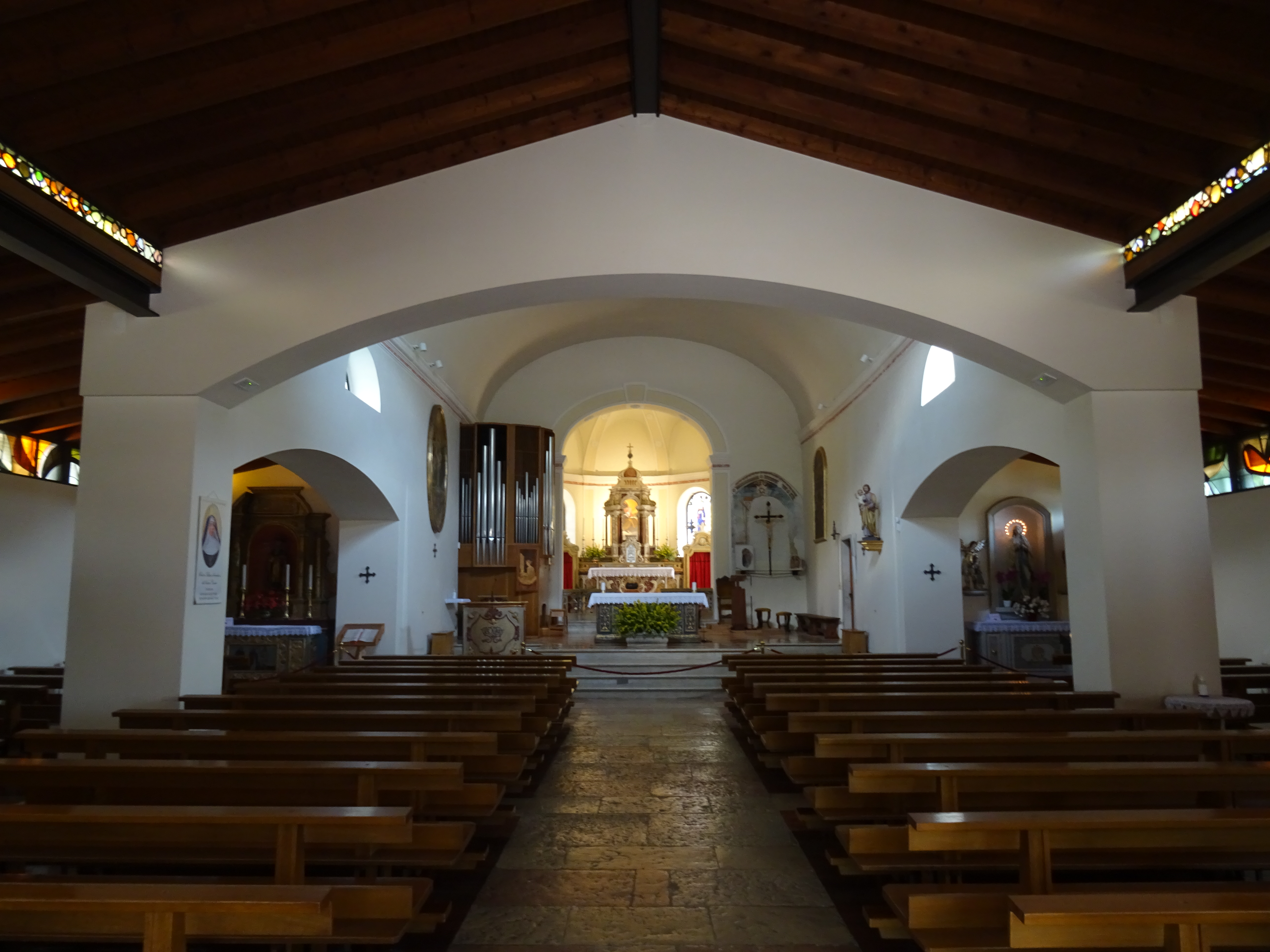
Interno

La prima citazione storica relativa ad un luogo di culto a Transacqua risale al 1367 ed è riportata su uno statuto del Primiero. Il primitivo edificio, circa due secoli più tardi, venne riedificato sullo stesso sito, in posizione elevata. Subito dopo la sua ricostruzione, a partire dal XVI secolo, gli interni vennero arricchiti di decorazioni ad affresco.
Nel 1780 si decise un suo ampliamento e questo comportò la sua quasi completa ricostruzione. Contemporaneamente il nuovo edificio venne elevato a dignità di curazia, sussidiaria della pieve di Primiero, la chiesa di Santa Maria Assunta.
Nella seconda metà del XIX secolo, tra il 1863 e il 1878, la chiesa venne ampliata notevolmente e la facciata venne riedificata in forme più moderne. Nel primo dopoguerra del XX secolo, il 27 dicembre 1926, venne elevata a dignità parrocchiale.
Negli anni settanta, la chiesa venne ulteriormente ampliata, fu aggiunto un avancorpo e venne demolita la facciata costruita circa un secolo prima. Durante i lavori vennero recuperati parti degli affreschi sull'antico arco santo ed alla loro conclusione la chiesa venne nuovamente riconsacrata, il 23 maggio 1971.
Tra il 2013 e il 2015 l'intero edificio è stato oggetto di restauri conservativi che hanno riguardato gli intonaci e le strutture murarie, la ritinteggiatura generale, la sostituzione delle parti usurate nelle coperture, il controllo delle vetrate e il restauro dell'altare maggiore.

## Descrizione

### Esterno
La chiesa mostra orientamento verso est, ed è costruita in posizione elevata sull'abitato di Transacqua, in vista delle Pale di San Martino.  Il prospetto principale è a capanna con due spioventi preceduto da una struttura in muratura a vista che continua parzialmente anche nelle facciate laterali. La torre campanaria, che si trova a sinistra, è alta e sottile con cella aperta da monofore e cuspide piramidale acuta. La sagrestia è posta sul lato destro.

### Interno
La navata interna è parzialmente unica perché sono presenti, nella parte prossima all'ingresso, due brevi navate laterali.  Nella sala conserva parte della struttura originale antecedente il 1780. Il presbiterio è leggermente rialzato e l'abside ha pianta poligonale.

### Aspetti artistici e storici
La pala sull'altare maggiore, che raffigura San Marco è del 1615 ed è attribuita ad artista di scuola veneta. L'organo a canne, posto nella parte presbiteriale a destra, è della ditta Ciresa di Tesero ed è stato costruito nel 1975, conservando parti del precedente strumento che era stato costruito nel 1912 dalla ditta Tamburini.
Sull'arco santo sono presenti piccoli frammenti di affreschi del XVI secolo.